# Eva Fernández
Eva María Fernández (Orense, 1973) és una actriu gallega.
Ha participat en sèries de la TVG com Pratos combinados o Mareas vivas, així com en altres pel·lícules com Cuñados.

## Pel·lícules
- La lengua de las mariposas (1999), de José Luis Cuerda.
- Lena (2001), de Gonzalo Tapia. Com Cindy.
- Ilegal (2003), d'Ignacio Vilar. Com Isabel.
- Cuñados (2021), de Toño López. Com Mati Padrón.
- +Cuñados (2024), de Luis Avilés. Com Mati Padrón.

## Televisió
- Pratos combinados (1995-2000, TVG) com Rosalía Pereira Santos.
- El Súper (Telecinco) com Paqui.
- Mareas vivas (2000-2002, TVG) com Rosa.
- As leis de Celavella (2003, TVG) com Matilde.
- Padre Casares (2008, TVG) com Maite.
- Luci (2014, TVG) com Sole.
- Vidago Palace (2017, TVG). Com Xenoveva.
- El ministerio del tiempo (2017). TVE.
- Fariña (2018, Antena 3) com Esther Lago.
- Néboa (2020). ComoMara. La Primera de TVE.
- Auga seca (2020). Com Irene. TVG - RTP
- Rapa (2022). Com Dubra. Movistar+

## Premis i nominacions

### Premis Mestre Mateo
| Any  | Categoria                                  | Sèrie                | Resultat  |
| ---- | ------------------------------------------ | -------------------- | --------- |
| 2003 | Millor interpretació femenina protagonista | As leis de Celavella | Guanyador |
| 2022 | Millor interpretació femenina secundària   | Cuñados              | Nominat   |